# Inhibiteur de protéase
Les inhibiteurs de protéases (IP) inhibent une ou généralement plusieurs protéases voisines — il en existe une grande variété au niveau de la recherche —. Pour les applications pharmacologiques, les IP, appelés communément antiprotéases, constituent la seconde classe d'agents antirétroviraux à avoir été développée jusqu'au stade clinique (à commencer contre le VIH et le VHC). La première autorisation de mise sur le marché date de fin 1995. Elle a constitué un tournant majeur dans les stratégies thérapeutiques contre le VIH.
Les domaines de recherche clinique concernent notamment les protéine kinases, qui ont des applications très variées dont la cancérologie, et les infections à protozoaires.

## IP Antirétroviraux
Les IP antirétroviraux  agissent en inhibant l'action d'une protéase virale (concernant le VIH mais également le virus de l'hépatite C) qui permet le clivage et l'assemblage des protéines virales, processus indispensable à l'obtention de virus infectieux. On obtient alors des virions incapables d'infecter de nouvelles cellules. Le traitement par des IP se traduit par une diminution durable et marquée de l'ARN plasmatique viral, s'accompagnant d'une élévation des lymphocytes CD4. On manque encore souvent de données sur les effets secondaires et la toxicologie.
Les IP sont actifs sur le VIH-1 et le VIH-2, et ne créent pas de résistance croisée avec les inhibiteurs de la transcriptase inverse de type INTI et INNTI.

### VIH
| Nom           | Nom commercial      | Entreprise                           | Brevet                   | Remarques |
| ------------- | ------------------- | ------------------------------------ | ------------------------ | --- |
| Saquinavir    | Fortovase, Invirase | Hoffmann-La Roche                    | (en) Brevet U.S. 5196438 | C'est le premier inhibiteur de la protéase à avoir reçu une autorisation de mise sur le marche de la Food and Drug Administration (FDA) des États-Unis le 6 décembre 1995. |
| Ritonavir     | Norvir              | Abbott Laboratories                  | (en) Brevet U.S. 5541206 | – |
| Indinavir     | Crixivan            | Merck & Co.                          | (en) Brevet U.S. 5413999 | – |
| Nelfinavir    | Viracept            | Japan Tobacco                        | (en) Brevet U.S. 5484926 | – |
| Amprenavir    | Agenerase           | GlaxoSmithKline                      | (en) Brevet U.S. 5585397 | La FDA a autorisé sa mise sur le marché le 15 avril 1999. Sa forme d'administration (huit gélules de 150 mg à prendre toutes les douze heures) la rend particulièrement difficile d'usage. Sa production a été arrêtée le 31 décembre 2004 et a été remplacée par le fosamprenavir. |
| Lopinavir     | Kaletra             | Abbott                               | –                        | Utilisé en combinaison du ritonavir. |
| Atazanavir    | Reyataz             | Bristol-Myers Squibb                 | –                        | – |
| Fosamprénavir | Lexiva              | GlaxoSmithKline                      | –                        | La FDA a autorisé sa mise sur le marché le 20 octobre 2003. Fosamprenavir est une prodrogue de l'amprenavir, permettant de réduire le nombre de gélules que les patients devaient prendre avec ce médicament.                                                                       |
| Tipranavir    | Aptivus             | Boehringer-Ingelheim Pharmaceuticals | –                        | Connu également sous le nom de tipranavir disodium |
| Darunavir     | Prezista            | Tibotec                              | –                        | Autorisation de mise sur le marché par la FDA le 23 juin 2006 |

Ces IP anti-VIH sont aussi des inhibiteur des cytochromes P450 3A4 (CYP3A4). À ce titre, la posologie des médicaments métabolisés par cet enzyme doit être adaptée afin d'éviter tout surdosage.

### Autres IP de protéine kinases
- R-roscovitine (Seliciclib or CYC202) : inhibiteur de la kinase cycline-dépendante (cible CDK2, CDK7 and CDK9), altère la phase de croissance et bloque le cycle cellulaire. En test clinique en phase II pour un traitement anticancéreux. Application envisagée pour le traitement d'inflammations chroniques telles que fibrose systique, et arthrite.

### Virus de l'hépatite C
Deux inhibiteurs des protéases du virus de l'hépatite C sont en cours d'études, le télaprévir et le bocéprévir.

## IP anti Protozoaires
Les IP anti HIV s'avèrent utiles en traitement anti malaria et infections gastrointestinales à protozoaires:
- Ritonavir et Lopinavir combinées contre les infections à Giardia
- Saquinavir, Ritonavir et Lopinavir comme anti-malaria
- un IP anti cystéine protéase contre la maladie de Chagas

## Autres inhibiteurs de protéases (IP)
- Captopril : inhibiteur de l'enzyme de conversion de l'angiotensine, anti-hypertenseur
- Racécadotril (marque commerciale : Tiorfan) : inhibiteur de l'enképhalinase intestinale, antidiarrhéique .
- L'hirudine est une protéine produite par la sangsue (Hirudo medicinalis) qui inhibe la thrombine, protéase de la coagulation. Elle a été utilisée largement en clinique comme anticoagulant (inclus dans les tubes de prélèvement sanguin "hépariné", et même pour traitement).
- en phase I/II: VX 478 (Vertex, Glaxo Wellcome); Nelfinavir (Agouron); U96988 et U103017(Upjohn); BMS 182 et 193 (Bristol Meyers Squib); DM 323 et DM 450 (Dupont Merck); KNI 227 et 272 (Nikko Kiodo); SB 204 144 et SB 206 342 (Smith-Kline Beecham); S338 (Montesanto-Searle)